# Propterodon
Propterodon is een geslacht van uitgestorven roofzoogdieren uit de onderfamilie Hyaenodontinae van de Hyaenodontidae die tijdens het Midden-Eoceen in Noord-Amerika en oostelijk Azië leefden.

## Fossiele vondsten
De eerste fossielen van Propterodon werden door William Diller Matthew en Walter Willis Granger gevonden in de Irdin Mahna-formatie in de regio Binnen-Mongolië in de Volksrepubliek China. P. irdinensis is samen met Miacis invictus het meest voorkomende roofzoogdier in het fossielenbestand van deze formatie. Later werden ook elders in China en in de Pondaung-formatie in Myanmar fossielen van Propterodon gevonden. Hiermee was het geslacht lange tijd alleen bekend uit oostelijk Azië, maar in 2019 werden vondsten uit de Uinta-formatie in de Amerikaanse staat Utah toegeschreven aan een nieuwe soort Propterodon, P. witteri. Deze vondst ondersteunt de gedachte dat er in Midden-Eoceen migratie van zoogdieren plaatsvond tussen oostelijk Azië en Noord-Amerika.

## Kenmerken
Het gebit van Propterodon wijst er op dat het een uitgesproken carnivoor was.